# Dalton Eiley
Dalton Eiley (10 dicembre 1983) è un calciatore beliziano, difensore del Placencia Assassins.

## Carriera

### Club
Dal 2004 al 2006 ha militato al Placencia Pirates. Dal 2006 al 2009 ha militato al Texmar Boys. Nel 2010 ha militato prima nel Placencia Assassins e poi nel Toledo Ambassadors. Dal 2012 al 2013 ha militato al Placencia Assassins. Dal 2013 al 2014 ha militato al Belmopan Bandits. Nel 2014 è tornato al Placencia Assassins.

### Nazionale
Ha debuttato in Nazionale nel 2005.